# 삼미초등학교
삼미초등학교(三美初等學校)는 대한민국 경기도 오산시에 있는 공립 초등학교이다.

## 학교 연혁
- 1923년 4월 4일 : 삼미의숙 설립
- 1948년 9월 24일 : 삼미공립국민학교 개교
- 1986년 3월 5일 : 병설유치원 개원
- 1996년 3월 1일 : 삼미초등학교로 개칭
- 1998년 9월 1일 : 매홀초등학교 삼미분교장으로 개편
- 2018년 3월 1일 : 교사 개축에 따른 임시 휴교[2]
- 2019년 9월 1일 : 삼미초등학교로 재개교

## 참고 자료
- 삼미초등학교 - 한국교육학술정보원 학교알리미